# Кёнигсбергское общество недвижимости и строительства
«Кенигсбергское общество недвижимого имущества и строительства» — общество, созданное в 1898 году в Кёнигсберге в основном для строительства района Амалиенау.
Возглавляли его архитекторы и советники по строительству Фридрих Хайтманн и Иозеф Кречманн.
По их проектам в городе были построены десятки роскошных вилл с башенками и фронтонами, загородных домов, похожих на замки, окруженных зеленью и прудами.

## Правила строительства
В начале XX века Кенигсберге возникли новые районы: Амалиенау, Ратсхоф и другие. Когда строилась колония престижных вилл «Амалиенау», — были чётко сформулированы правила совместной застройки:
- расстояния между домами должны быть не менее 30 и не более 35 метров;
- все виллы имеют два этажа (не считая мансардных);
- планировка вилл должна иметь общие принципы:
  - все квартиры на этаже соединяются между собой дверями «по кругу»,
  - коридор желательно осветить естественным светом, для чего архитекторы придумывают специальные хитрости вроде глубокой врезки с обратной стороны главного фасада.

Чтобы соблюсти все эти достаточно непростые требования и сохранить разнообразие архитектурных замыслов общего «исторического» стиля, все здания на Амалиенау строились через единого подрядчика Кёнигсбергское общество недвижимости и строительства — с участием архитектора Хайтманна. Сам он спроектировал около трети вилл Амалиенау, остальные — другие архитекторы.

## Планы общества
Идея застройки колонии Амалиенау по возможности самым широким спектром различных форм жилых зданий принадлежит Фридриху Хайтманну. Это выразилось, с одной стороны, в разнообразии стилей, которые были здесь возможны, с другой, в смеси вилл и многосемейных домов, которые должны были приспособиться к характеру вилл. Задумывалось привлечь зажиточных горожан, которые не отваживались потратиться на отдельно стоящий дом и не хотели жить в одиночестве, но, тем не менее, желали жить в зелёной зоне за пределами города.